# Holl (Lohmar)
Holl ist ein Weiler, der zur Stadt Lohmar im Rhein-Sieg-Kreis in Nordrhein-Westfalen gehört.

## Geographie
Holl liegt im Nordosten des Stadtgebiets von Lohmar. Umliegende Ortschaften und Weiler sind Kern im Norden, Kuckenbach im Südosten, Oberstehöhe im Süden, Grünenborn im Südwesten, Neuhonrath im Westen, Hähngen und Hohnenberg im Nordwesten.
Nordöstlich von Holl entspringt ein namenloser orographisch rechter Nebenfluss des Naafbach. Der Naafbach selbst fließt östlich an Holl vorbei.

## Geschichte
Im Jahre 1885 hatte Holl 29 Einwohner, die in sechs Häusern lebten.
Bis 1969 gehörte Holl zu der bis dahin eigenständigen Gemeinde Wahlscheid.

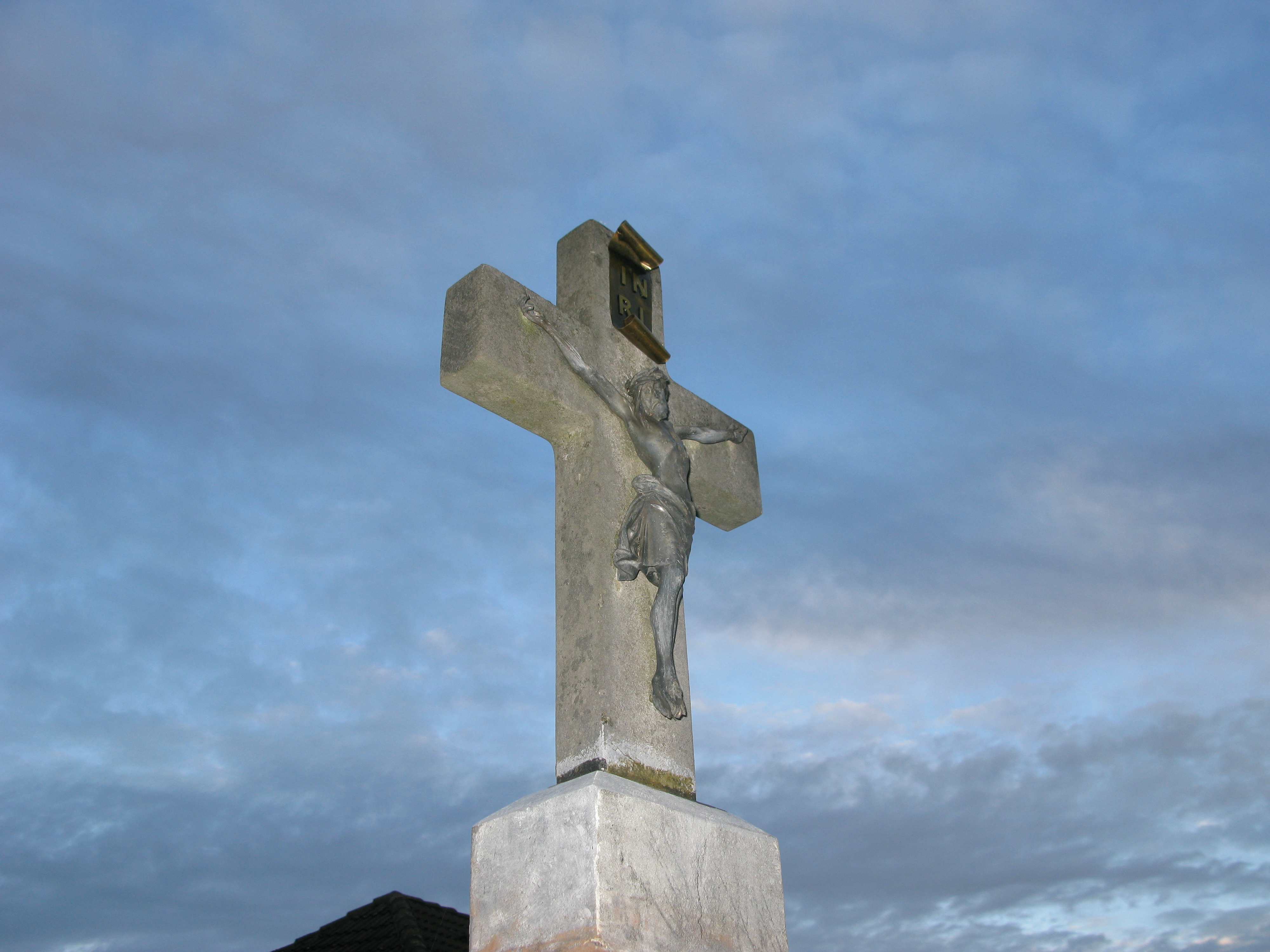
Kruzifix des Wegekreuzes in Holl

## Sehenswürdigkeiten
- In Holl steht ein Wegekreuz. Die Inschrift lautet: „O ihr Alle, die ihr am Wege vorüber gehet gebet acht u. schauet, ob ein Schmerz meinem Schmerze gleich sei. Klagelied 1.12.“. Der Sockel trägt die Inschrift: „Erichtet von der Familie Büchel zu Holl 1907“.[3]
- Auf der anderen Straßenseite der Kreisstraße steht ein Fußfall.[4]

## Verkehr
- Holl liegt an der Kreisstraße 34.
- Die Buslinie 547 verbindet den Ort mit Lohmar und Wahlscheid. Holl gehört zum Tarifgebiet des VRS.[5]
- Das Anruf-Sammeltaxi (AST) ergänzt den ÖPNV.